# Alfred C. Kinsey
Alfred Charles Kinsey (23 de junio de 1894 - 23 de agosto de 1956) fue uno de los pioneros de la investigación sexual humana en Estados Unidos. Si bien estudió Entomología en la universidad, su publicación más importante -debido al gran impacto que generó- fue su estudio sobre el comportamiento sexual de hombres, mujeres y niños.

## Biografía
Kinsey renunció a la religión metodista de sus padres y se convirtió en un muy convencido ateo. Estudió en la Universidad de Bowdoin (Brunswick, Maine) entre 1914 y 1916 y se graduó como magna cum laude con un B.S. en Biología. Recibió su Sc.D. en tal ciencia por la Universidad Harvard (septiembre de 1919) y ejerció de profesor auxiliar de Zoología en la Universidad de Indiana (agosto de 1920). Además, estableció una reputación académica por sus pruebas biológicas y su investigación en taxonomía y evolución.
En 1937, el American Men of Science lo nombró como uno de sus precursores. Un año más tarde, asumió el control de la coordinación del nuevo curso matrimonial en la Universidad de Indiana, para luego comenzar a recolectar historias para el archivo del comportamiento sexual.
En 1938 inició su andadura el Instituto Kinsey, cuando la Asociación Estudiantil de Mujeres solicitó a la Universidad de Indiana una carrera para estudiantes casados o que tuvieran intención de casarse. El doctor Alfred C. Kinsey fue el encargado de coordinar esta carrera, en la que descubrió que existían pocos datos científicos sobre el comportamiento sexual humano, por lo que comenzó su propia recolección de datos. Con el tiempo, él y sus socios de investigación obtuvieron más de 18.000 historias sexuales basadas en entrevistas cara a cara.
En 1941, el trabajo pionero de Kinsey había ganado el respaldo financiero del Consejo Nacional de Investigación, financiado en ese momento por la Fundación Rockefeller. En 1947, con el objeto de garantizar la confidencialidad absoluta de las personas entrevistadas y para proporcionar una ubicación segura ante la creciente colección de datos y otros materiales que Kinsey había recogido sobre la sexualidad humana, el instituto se estableció como una organización sin ánimo de lucro afiliada a la Universidad de Indiana. 
Murió en 1956 a la edad de 62 años a causa de una neumonía.

## Obra
Kinsey recopiló en su obra El comportamiento sexual en el hombre, publicada en 1948 miles de entrevistas personales que adolecen de algunos problemas legales, metodológicos y técnicos importantes.
En 1948, el mismo año de la publicación de Kinsey, un comité de la Asociación Americana de Estadística, incluyendo estadísticos notables como John Tukey, condenaron el procedimiento de muestreo. Tukey fue tal vez el mayor crítico, diciendo que "una selección aleatoria de tres personas habría sido mejor que un grupo de 300 elegido por el Sr. Kinsey." 
Sobre la base de más de 5.300 entrevistas personales con hombres de etnia caucásica, Kinsey llegó a una serie de conclusiones acerca de la homosexualidad:
1. El 37% de los hombres entrevistados experimentaron alguna vez un orgasmo homosexual a partir de la adolescencia.
2. El 13% de los varones sintieron deseos homosexuales, sin que se produjera por ello contacto físico alguno.
3. El 25% de ellos tuvieron experiencias homosexuales no incidentales entre las edades de 16 a 55 años.
4. El 18% mantuvieron igual número de relaciones heterosexuales que homosexuales durante un período mínimo de 3 años, entre las edades de 16 a 55 años.
5. El 10% tuvo una conducta estrictamente homosexual durante un período de 3 años como mínimo y entre las edades ya reseñadas.
6. Solo un 4% manifestaba una conducta estrictamente homosexual durante toda su vida y ya manifiesta durante la adolescencia.
7. La homosexualidad existía a todos los niveles sociales y ocupacionales.

En su trabajo de 1953 sobre el Comportamiento sexual en la mujer, Kinsey realizó 5.490 entrevistas a mujeres de raza blanca y dedujo que:
1. Un 13% de mujeres habían experimentado algún orgasmo homosexual a partir de la adolescencia.
2. Solo un 3% de las mujeres habían sido predominantemente homosexuales durante un período de 3 años como mínimo.
3. Las mujeres, en contraste con los hombres, no solían ser promiscuas y tenían sus relaciones homosexuales solo con 1 o 2 compañeras en el 71 % de los casos.

Estos resultados fueron denunciados posteriormente como fraude por Reisman, quien llegó a declarar que Kinsey ocultaba hechos de abuso sexual infantil y, por ende, el fraude era la base de los supuestos "datos científicos" sobre la sexualidad humana.
Estos resultados, llevaron a Kinsey a confeccionar la Escala de Kinsey sobre la heterosexualidad-homosexualidad, donde el grado 0 manifestaba una heterosexualidad completa sin ambages y el 6 una homosexualidad exclusiva y dominante. Kinsey afirma que la mayoría de las personas se encontraban dentro del número 1 o 2 en su escala.
Las conclusiones que extrajo Kinsey difería radicalmente de la apreciación de la homosexualidad como fenómeno minoritario: la mitad de los varones de la muestra estudiada habían tenido, según el autor, al menos una experiencia homosexual (a nivel físico o de fantasía), aunque era muy frecuente que hubieran tenido más de una, o incluso una vida homosexual exclusiva (4%). Por tanto, este tipo de sexualidad no era excepcional, lo que venía a indicar que la homosexualidad en sí no era un índice de patología mental, como sostendrían posteriormente Churchill en 1967, Silverstein en 1972 o Martin y Lyon también el mismo año, quienes argumentan en sus estudios que la mayoría de homosexuales masculinos y femeninos se identifican con su propio sexo, al contrario de lo que a menudo se considera en cuanto al afeminamiento del varón o la masculinización de la mujer.

## Algunas publicaciones
- «New Species and Synonymy of American Cynipidae». Bulletin of the American Museum of Natural History 42: 293-317. 1920. Consultado el 22 de octubre de 2010.

- «Life Histories of American Cynipidae». Bulletin of the American Museum of Natural History 42: 319-357. 1920. Consultado el 22 de octubre de 2010.

- «Phylogeny of Cynipid Genera and Biological Characteristics». Bulletin of the American Museum of Natural History 42: 357a-c, 358-402. 1920. Consultado el 22 de octubre de 2010.

- An Introduction to Biology. Philadelphia: J.B. Lippincott Company. 1926  Essay on Kinsey's textbook

- «The Gall Wasp Genus Cynips: A Study in the Origin of Species». Indiana University Studies. 84-86: 1-517. 1929  Fuente citada

- New Introduction to Biology. Philadelphia: J.B. Lippincott Co. 1933, revised 1938.

- The Origin of Higher Categories in Cynips. Indiana University Publications. Science Series 4. Entomological Series 10. 1936. pp. 1-334   (fuente citada por Kinsey 1929)

- Merritt Lyndon Fernald; Alfred Charles Kinsey (1996 reprint. First published 1943). Edible Wild Plants of Eastern North America. Mineola, New York: Dover Publications (reprint of Harper 1958 edition. ISBN 0-486-29104-9. Consultado el 22 de octubre de 2010  First published 1943 b7 Idlewild Press, Cornwall-on-Hudson, N.Y.

- El informe Kinsey:
  - Comportamiento sexual en el Hombre. 1948, reimpreso 1998
  - Comportamiento sexual en la Mujer. 1953, reimpreso 1998

## Kinsey en la ficción
- Existe un musical sobre su vida llamado Dr. Sexxx, estrenado en Chicago en 2003 (ganador de siete premios Jeff ("Jeff Awards").

- En 2004 se realizó una película sobre su vida y obra, intitulada Kinsey. El papel principal fue interpretado por el actor Liam Neeson; Laura Linney (merecedora de una nominación al Premio Óscar por esta actuación) interpretó a Clara Bracken McMillen, su esposa.

- The Inner Circle (El círculo íntimo), novela escrita por T. C. Boyle en 2004, se basa en los primeros años del doctor Kinsey en Indiana.

- En 2005, PBS produjo el documental Kinsey en colaboración con el Instituto Kinsey, que autorizó el acceso a muchos de sus archivos.

- El autor colombiano, R. H. Moreno Durán, en el cuento titulado "Último informe Kinsey", tiene al referido doctor como personaje principal. Puede leerse en: Giraldo. Luz Mary. Cuentos y relatos de la literatura colombiana. Fondo de cultura económica, 2005.

- Es mencionado por Jack Kerouac en su obra En el camino dando cuenta que el narrador, Sal, se encontrabó en el mismo bar en el que Kinsey solía realizar entrevistas.
- En la obra: "El monstruo oportuno" de Leslie Charteris es mencionado el informe. ¿Es que no ha leído nunca El amante de Lady Chatterley o el Informe Kinsey?